# Mitjana Distància Renfe

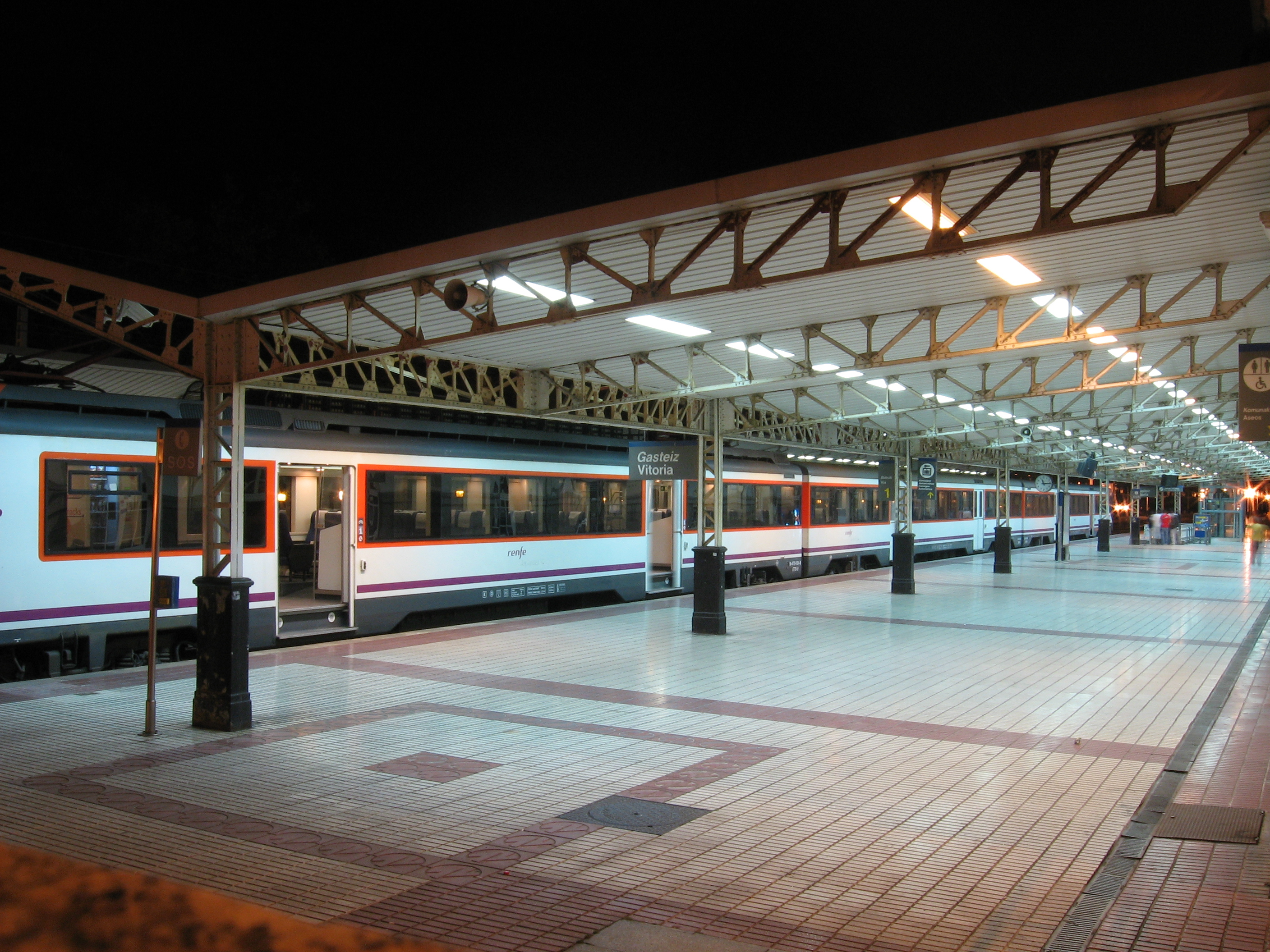
Esquema Renfe Operadora per Mitjana Distància, sèrie 470

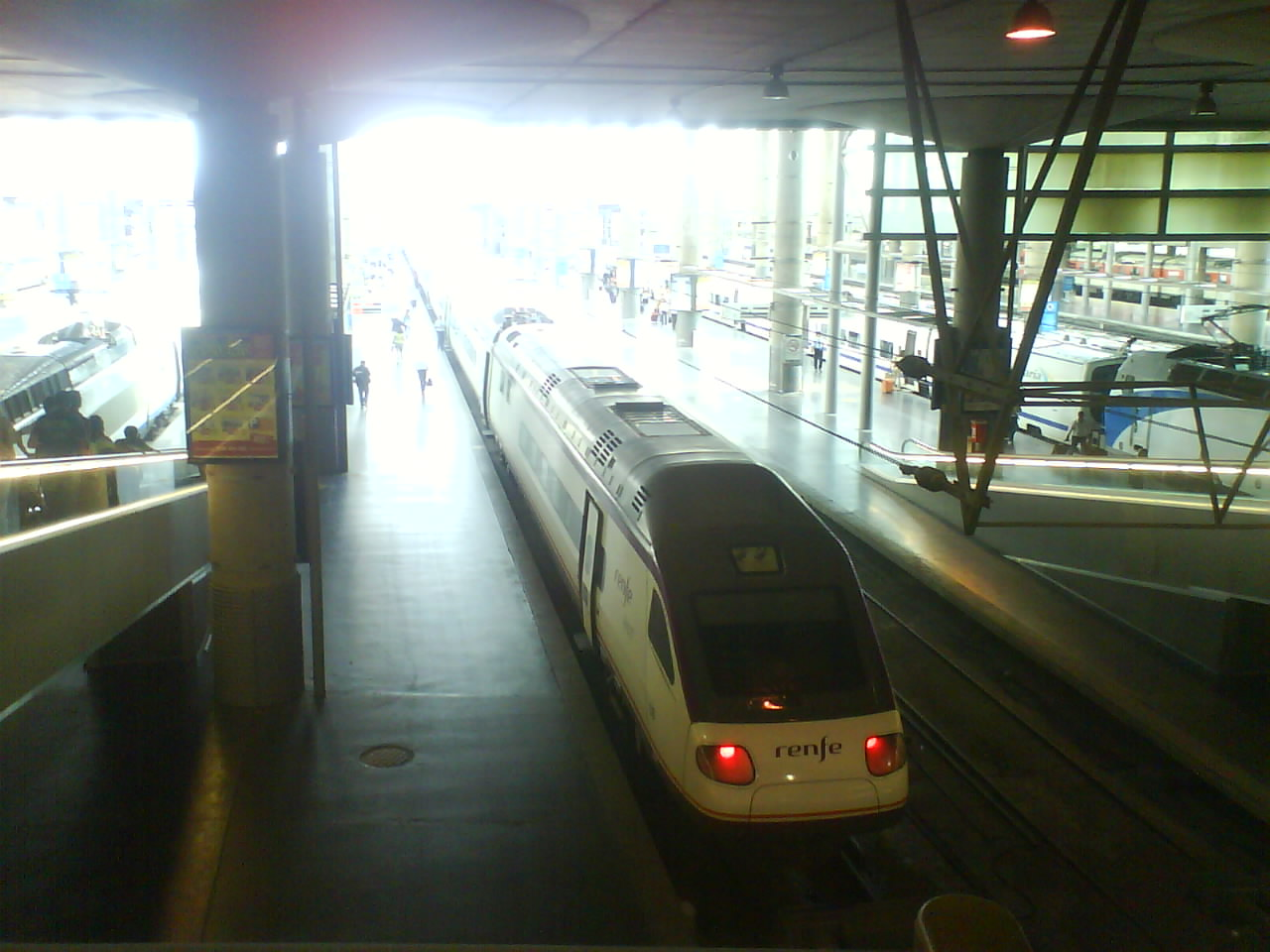
Trens Avant, Mitjana Distància d'alta velocitat

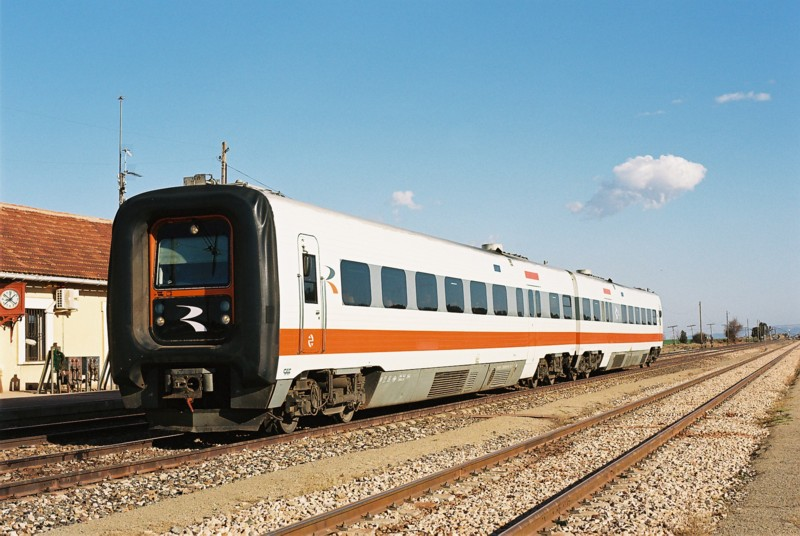
TRD (sèrie 594)

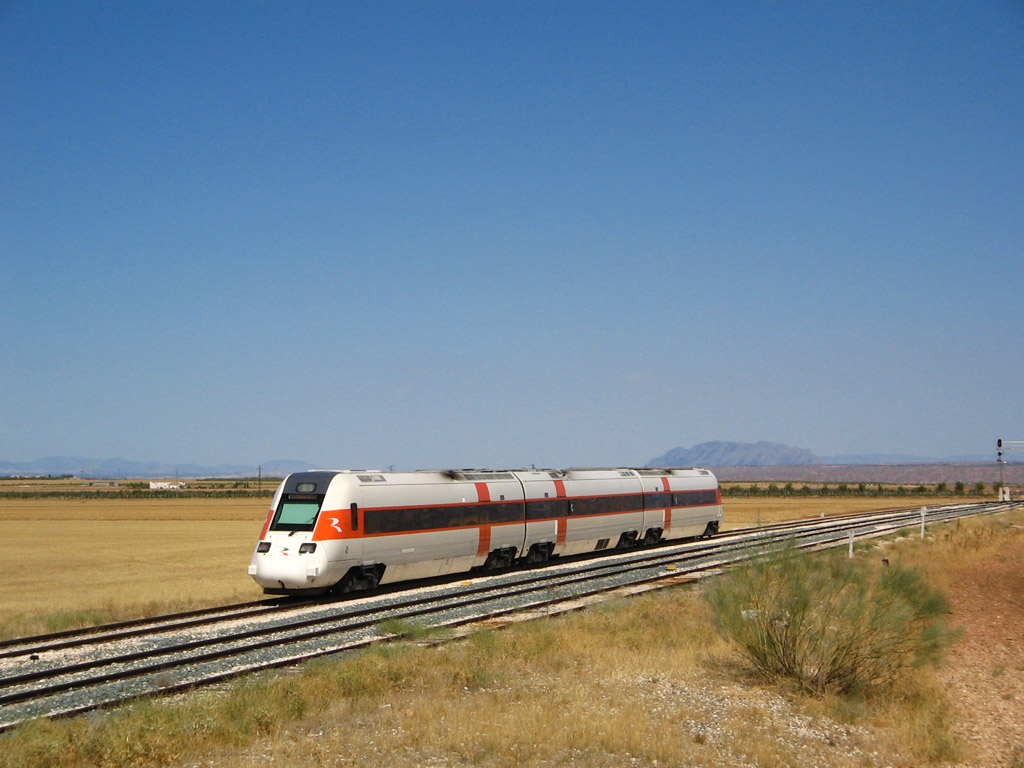
R-598

Mitjana Distància Renfe (Media Distancia Renfe en castellà) és una unitat de negoci i la denominació comercial dels serveis de trajectes de mitjana distància de Renfe Operadora, empresa de ferrocarrils espanyola. Són trens comunament coneguts com a Regionals, que comuniquen punts d'una mateixa Comunitat Autònoma o amb la més propera. Algunes línies poden travessar tres comunitats de forma puntual.
Circulen serveis de Mitjana Distància per tota la Xarxa ferroviària d'Espanya de Renfe excepte trams curts que són exclusius d'alguna línia de Renfe Rodalies i per alguns trams de via estàndard i el tram de vía entre Salamanca i Fuentes de Oñoro.
La Xarxa de Mitjana Distància està dividida en cinc zones, de les quals una està subdividida en tres:
| Nomenclatura                                                             |        | Regions                                                            | Nº línies | Article principal            |
| ------------------------------------------------------------------------ | ------ | ------------------------------------------------------------------ | --------- | ---------------------------- |
| A                                                                        | A      | Andalusia                                                          | 8         |                              |
| Ca                                                                       | Ca     | Catalunya                                                          | 7¹        | MD a Catalunya               |
| G                                                                        | G      | Galícia                                                            | 4         |                              |
| L                                                                        | L      | País Valencià i Regió de Múrcia                                    | 7         | MD al País Valencià i Múrcia |
| R                                                                        | A      | Comunitat de Madrid, Castella i Lleó, Astúries i Cantàbria         | 27        |                              |
| R                                                                        | B      | Comunitat de Madrid, Castella i Lleó, Navarra, País Basc i Aragó   | 27        |                              |
| R                                                                        | C      | Comunitat de Madrid, Castella - la Manxa i Extremadura             | 27        |                              |
| Avant²                                                                   | Avant² | Aragó, Andalusia, Catalunya, Comunitat de Madrid i Castella i Lleó | 7         | Renfe Avant                  |
| 1. Línia Lleida-Pobla operada per FGC.. 2. Servei d'alta velocitat, AVE. |        |                                                                    |           |                              |

## Serveis de Mitjana Distància existents
- Avant: són trens de mitjana distància que cobreixen serveis en línies d'alta velocitat, agafant el relleu de les anteriors llançadores Ave i posteriorment Iris. Es realitzen amb electrotrens de la Sèrie 104 de Renfe, i està previst que s'utilitzin també sèries 114 i 121.
- Regional: són serveis que efectuen parada en totes o quasi totes les estacions del trajecte efectuat. Poden estar cadenciats amb serveis de Renfe Rodalies (exemple: Madrid - Segovia o en l'antiga Ca5), denominant-se llavors "Regional cadenciat". En el cas d'aquests serveis s'utilitzen trens del parc de Rodalies (Sèrie 440 de Renfe o 440R, 446, 447 i trens de dos pisos de 450 i 451). En la resta de regionals, no cadenciats, fan servir trens del parc de Mitjana Distància, que utilitzen UT elèctriques de la sèrie 432 de Renge en línies electrificades i unitats diésel de la sèrie 592 i 596 en les no electrificades.
- Regional Exprés: són serveis que efectuen menys parades que els Regionals (màxim 3 parades cada 100 km) i a una velocitat comercial major. En línies electrificades es fan servir trens de la sèrie 470 o 448R i en la resta trens de la sèrie 592 i 592.200.
- TRD: tren regional diésel, destiants a serveis regionals de qualitat en línies no electrificades. El seu comfort i velocitat són superiors al dels dos serveis anteriors, pel que la seva tarifa és lleugerament més elevada. Aquest servei es realitza de manera exclusiva amb unitats de la sèrie 594.

## Línies

### Línies d'Alta Velocitatamb serveis de Mitjana Distància
Renfe Avant:
- Madrid-Atocha - Ciudad Real - Puertollano: heretada de les llançadores d'Alta Velocitat que funcionaven des de 1992 en obrir-se la LAV Madrid-Sevilla.
- Madrid-Toledo: des de 2005.
- Sevilla-Còrdoba-Màlaga: des de 2008.
- Barcelona Sants - Camp de Tarragona - Lleida Pirineus: des de 2008.

### Línies A
Són les línies de Mitjana Distància que uneixen diferents ciutats d'Andalusia i puntualment surten cap a Extremadura o Castella - la Manxa.
| línia | recorregut                   | estacions |
| ----- | ---------------------------- | --- |
| A-1   | Sevilla - Cadis              | Sevilla - Santa Justa · Sevilla-San Bernardo · Virgen del Rocío · Dos Hermanas · Utrera · Las Cabezas · Lebrija · Jerez de la Frontera · El Puerto de Santa María · Puerto Real · San Fernando-Bahía Sur · Estadio · Segunda Aguada · Cadis |
| A-2   | Sevilla - Còrdova - Jaén     | Sevilla - Santa Justa · Los Rosales · Lora del Río · Peñaflor · Palma del Río · Posadas · Còrdova-Central · Villa del Río · Andújar · Espeluy · Jaén |
| A-3   | Sevilla - Almeria            | Sevilla - Santa Justa · Sevilla-San Bernardo · Dos Hermanas · Marchena · Osuna · Pedrera · Antequera · San Francisco de Loja · Granada · Iznalloz · Moreda · Benalúa · Guadix · Fiñana · Gergal · Gador · Almeria |
| A-3   | Sevilla - Màlaga             | Sevilla - Santa Justa · Sevilla-San Bernardo · Dos Hermanas · Marchena · Osuna · Pedrera · Bobadilla · El Chorro · Las Mellizas · Álora · Màlaga - María Zambrano |
| A-4   | Còrdova - Bobadilla          | Còrdova-Central · Montilla · Aguilar de la Frontera · Puente Genil · Casariche · La Roda de Andalucía · Fuente de la Piedra · Bobadilla |
| A-5   | Algeciras - Granada          | Algeciras · Los Barrios · San Roque-La Línea · Almoraima · Jimena de la Frontera · San Pablo · Gaucín · Cortes de la Frontera · Jimera de Líbar · Benaoján-Montejaque · Arriate · Ronda · Setenil · Almargen · Teba · Campillos · Bobadilla · Antequera · San Francisco de Loja · Granada |
| A-5   | Ronda - Màlaga               | Ronda · Almargen · Campillos · Bobadilla · El Chorro · Las Mellizas · Álora · Màlaga - María Zambrano |
| A-6   | Granada - Linares-Baeza      | Granada · Iznalloz · Moreda · Alamedilla · Cabra del Santo Cristo · Huesa · Larva · Los Propios y Cazorla · Jódar-Úbeda · Linares-Baeza |
| A-7   | Sevilla - Huelva - Zafra     | Sevilla - Santa Justa · Carrión de los Céspedes · Escacena · La Palma del Condado · Villarrasa · Niebla-Punta del Buey · San Juan del Puerto · Huelva-Término · Gibraleón · Belmonte · El Cobujón · Los Milanos · Calañas · El Tamujoso · Valdelamusa · Gil Márquez · Almonaster-Cortegana · Jabugo-Galaroza · Cumbres Mayores · Fregenal de la Sierra · Valencia del Ventoso · Medina de las Torres · Zafra |
| A-8   | Sevilla - Mérida - Plasencia | Sevilla - Santa Justa · La Rinconada · Brenes · Cantillana · Los Rosales · Tocina · Alcolea del Río · Villanueva del Río Minas · Pedroso · Fábrica de Pedroso · Cazalla-Constantina · Alanis · Guadalcanal · Fuente del Arco · Llerena · Zafra · Los Santos de Maimona · Villafranca de los Barros · Almendralejo · Calamonte · Mérida · Aljucén · Cáceres · Plasencia                                       |

### Línies Ca
Són línies que uneixen dieferents ciutats de Catalunya entre si i puntualment amb Aragó i el País Valencià.

### Línies G
Són les línies de Mitjana Distància que uneixen diferents ciutats de Galícia i poden sortir puntualment a Castella i Lleó. Per elles circulen els següents tipus de trens:
| línia | recorregut                                              | estacions |
| ----- | ------------------------------------------------------- | --- |
| G-1   | La Corunya - Vigo                                       | La Corunya · Uxes · Bregua · Meirama · Vila da Igrexa · Cerceda · Queixas-Londoño · Corgullos-Tordoia · Ordes-Pontraga · Oroso-Vilacide · Berdia · Santiago de Compostel·la · Osebe · A Escravitude · Padrón · Pontecesures · Catoira · Vilagarcia de Arousa · Portas · Portela · Pontevedra Universidade · Pontevedra · Arcade · Cesantes · Redondela-Picota · Redondela de Galicia · Chapela · Vigo |
| G-2   | Santiago de Compostel·la - Ourense - Puebla de Sanabria | Santiago de Compostel·la · Vedra-Ribadulla · Bandeira · Ponte Taboada · Lalín · O Irixo · O Carballiño · A Friela Maside · Ourense-Empalme · Ourense-San Francisco · Taboadela · Paderne-Cantoña · Ponteambia · Baños de Molgas · Vilar de Barrio · A Alberguería Prado · Laza · Castrelo do Val-Verín · Vilariño-A Capela · A Gudiña · A Mezquita · Lubián · Pedralba · Puebla de Sanabria           |
| G-3   | Vigo - Valença                                          | Vigo · Chapela · Redondela de Galicia · Louredo-Valos · O Porriño · Guillarei · Tui · Valença do Minho |
| G-3   | Vigo - Ourense - Monforte de Lemos                      | Vigo · Chapela · Redondela de Galicia · Louredo-Valos · O Porriño · Guillarei · Caldelas · Salvaterra · As Neves · Sela · Arbo · Pousa Crecente · Frieira · Filgueira · Ribadavia · Barbantes · Ourense-Empalme · Os Peares · San Pedro do Sil · San Estevo do Sil · Areas · Canabal · Monforte de Lemos                                                                                              |
| G-4   | La Corunya - Ferrol                                     | La Corunya · Elviña-Universidade · O Burgo-Santiago · Cambre · Cecebre · Betanzos-Infesta · Betanzos-Cidade · Miño-Castro · Perbes · Pontedeume · Cabanas · Franza · Barallobre · Perlío · Neda · Ferrol |
| G-4   | La Corunya - Lugo - Monforte de Lemos                   | La Corunya · Elviña-Universidade · O Burgo-Santiago · Cambre · Cecebre · Betanzos-Infesta · Oza dos Ríos · Cesuras · Piñol · Curtis · Teixeiro · Guitiriz · Parga · Baamonde · Begonte · Rábade · Lugo · Pedrelo-Céltigos · Sarria · Monforte de Lemos |

### Línies L
Uneixen ciutats del País Valencià entre si bàsicament, si bé hi ha línies que connecten amb la Regió de Múrcia, i zones de Catalunya, Castella - la Manxa i Aragó.

### Línies R
Són les línies que uneixen punts del centre de la península Ibèrica, dividides en tres grups: A, B i C. Les línies són les següents:
| línia | recorregut                                   | estacions |
| ----- | -------------------------------------------- | --- |
| R1    | Madrid - Àvila                               | Madrid - Atocha Rodalies · Madrid-Chamartín · Villalba de Guadarrama · El Escorial · Zarzalejo · Robledo de Chavela · Santa María de la Alameda · El Pimpollar · Las Navas del Marqués · Navalperal · Herradón-La Cañada · Navalgrande · Guimorcondo · Ávila |
| R2    | Madrid - Segovia                             | Madrid - Atocha Rodalies · Madrid-Chamartín · Villalba de Guadarrama · Cercedilla · Tablada · Gudillos · San Rafael · El Espinar · Los Ángeles de San Rafael · Otero de Herreros · Ortigosa del Monte · Navas de Riofrío-La Losa · Segovia |
| R3    | Madrid - Soria                               | Madrid-Chamartín · Alcalá de Henares · Guadalajara · Jadraque · Sigüenza · Torralba · Coscurita · Almazán-Villa · Tardelcuende · Quintana Redonda · Soria |
| R4    | Madrid-Chamartín - Arcos de Jalón - Zaragoza | Madrid-Chamartín · Alcalá de Henares · Guadalajara · Yunquera de Henares · Humanes · Espinosa de Henares · Carrascosa de Henares · Jadraque · Matillas · Baides · Sigüenza · Torralba · Medinaceli · Arcos de Jalón · Santa María de Huerta · Monreal de Ariza · Ariza · Cetina · Alhama de Aragón · Bubierca · Ateca · Terrer · Calatayud · Embid de Jalón · Paracuellos/Saviñán · Saviñán-Mores-Purroy · Morata de Jalón · Ricla-La Almunia · Calatorao-Salillas de Jalón · Épila-Rueda de Jalón/Lumpiaque · Plasencia de Jalón · Grisén · Saragossa-Delicias |
| R5    | Calatayud - Zaragoza - Huesca - Jaca         | Calatayud · Saragossa-Delicias · Saragossa P. · Tardienta · Osca · Ayerbe · Sabiñánigo · Jaca |
| R6    | Madrid - Conca - Valencia                    | Madrid - Puerta de Atocha · Aranjuez · Ontígola · Ocaña · Noblejas · Villarrubia de Santiago · Santa Cruz de Zarza · Tarancón · Huelves · Paredes de Melo · Vellisca · Huete · Caracenilla · Castillejo-Romeral · Cuevas de Velasco · Villar de Saz · Chillarón · Cuenca · Cañada del Hoyo · Carboneras de Guadazaón · Arguisuelas · Yémeda-Cardenete · Villora · Camporrobles · Las Cuevas · Utiel · Requena · Buñol · Chiva · Cheste · Aldaya · València - Sant Isidre |
| R7    | Madrid - Alcázar de San Juan - Albacete      | Madrid - Puerta de Atocha · Aranjuez · Castillejo-Añover · Villasequilla · Tembleque · El Romeral · Villacañas · Quero · Alcázar de San Juan · Campo de Criptana · Socuéllamos · Villarrobledo · Minaya · La Roda · La Gineta · Albacete |
| R8    | Madrid - Ciudad Real / Jaén                  | Madrid - Puerta de Atocha · Aranjuez · Castillejo-Añover · Villasequilla · Tembleque · El Romeral · Villacañas · Quero · Alcázar de San Juan · Cinco Casas · Manzanares · Daimiel · Almagro · Ciudad Real-Central Madrid - Puerta de Atocha · Aranjuez · Castillejo-Añover · Villasequilla · Tembleque · El Romeral · Villacañas · Quero · Alcázar de San Juan · Cinco Casas · Manzanares · Valdepeñas · Santa Cruz de Mudela · Vilches · Linares-Baeza · Espeluy · Jaén |
| R9    | Ciudad Real - Cabeza del Buey - Badajoz      | Ciudad Real-Central · Puertollano · Brazatortas · Almadenejos · Guadalmez · Cabeza del Buey · Almorchón · Castuera · Campanario · Magacela · Villanueva de la Serena · Don Benito · Valdetorres · Guareña · Villagonzalo · Zarza de Alange · Don Álvaro · Mérida · Aljucén · Garrovilla · Torremayor · Montijo · Montijo-Apeadero · Guadiana · Badajoz |
| R10   | Madrid - Cáceres - Badajoz                   | Madrid - Puerta de Atocha · Leganés · Fuenlabrada · Illescas · Torrijos · Erustes · Montearagón · Talavera de la Reina · Oropesa de Toledo · Navalmoral · Casatejada · Monfragüe · Plasencia · Mirabel · Casas de Millán · Cañaveral · Cáceres · Carmonita · Mérida · Aljucén · Garrovilla · Torremayor · Montijo · Montijo-Apeadero · Guadiana · Badajoz |
| R20   | Madrid - Salamanca                           | Madrid - Atocha Rodalies · Madrid-Chamartín · Villalba de Guadarrama · Ávila · Cardeñosa de Ávila · San Pedro del Arroyo · Crespos · Narros del Castillo · Peñaranda de Bracamonte · Villar de Gallimazo · Babilafuente · San Morales · Aldealengua · Salamanca |
| R21A  | Palencia - Valladolid                        | Palencia · Venta de Baños · Dueñas · Cubillas de Santa Marta · Corcos-Aguilarejo · Cabezón de Pisuerga · Valladolid-Universidad · Valladolid - Campo Grande |
| R21B  | Valladolid - Medina del Campo                | Valladolid - Campo Grande · Viana de Cega · Valdestillas · Matapozuelos · Pozaldez · Medina del Campo |
| R22   | Valladolid - Ávila - Madrid-Chamartín        | Valladolid - Campo Grande · Medina del Campo · Arévalo · Ávila · Collado Villalba · Madrid-Chamartín |
| R23   | Valladolid - Lleó                            | Valladolid - Campo Grande · Valladolid-Universidad · Cabezón de Pisuerga · Corcos-Aguilarejo · Cubillas de Santa Marta · Dueñas · Venta de Baños · Palencia · Grijota · Becerril · Paredes de Nava · Cisneros · Villada · Grajal · Sahagún · El Burgo Raneros · Santas Martas · Palanquinos · Lleó |
| R24   | Valladolid - Zamora - Puebla de Sanabria     | Valladolid - Campo Grande · Medina del Campo · Nava del Rey · Toro · Zamora · Carbajales de Alba · Ferreruela de Tábara · Abejera · Sarracín de Aliste · Cabañas de Aliste · Linarejos-Pedroso · Puebla de Sanabria |
| R25   | Palencia - Valladolid - Salamanca            | Palencia · Venta de Baños · Dueñas · Valladolid-Universidad · Valladolid - Campo Grande · Viana de Cega · Valdestillas · Matapozuelos · Pozaldez · Medina del Campo · Campillo · Carpio del Campo · Fresno el Viejo · Cantalapiedra · El Pedroso de la Armuña · Pitiegua · Gornecello · Moriscos · Salamanca |
| R26   | Valladolid - Santander                       | Valladolid - Campo Grande · Valladolid-Universidad · Cabezón de Pisuerga · Corcos-Aguilarejo · Cubillas de Santa Marta · Dueñas · Venta de Baños · Palencia · Monzón de Campos · El Carrión · Amusco · Piña · Frómista · Osorno · Espinosa de Villagonzalo · Herrera de Pisuerga · Alar del Rey · Mave · Aguilar de Campóo · Quintanilla de las Torres · Mataporquera · Reinosa · Bárcena · Los Corrales de Buelna · Torrelavega · Renedo · Santander |
| R27   | Valladolid - Burgos - Vitoria                | Valladolid - Campo Grande · Valladolid-Universidad · Cabezón de Pisuerga · Corcos-Aguilarejo · Cubillas de Santa Marta · Dueñas · Venta de Baños · Palencia · Magaz · Quintana del Puente · Villaquirán · Burgos · Briviesca · Pancorbo · Miranda de Ebro · La Puebla de Arganzón · Nanclares-Langraiz · Vitoria |
| R28   | Saragossa - Logronyo - Valladolid / Vitoria  | Saragossa-Delicias · Casetas · Alagón · Cabañas de Ebro · Pedrola · Luceni · Gallur · Cortes de Navarra · Ribaforada · Tudela de Navarra · Castejón · Alfaro · Rincón de Soto · Calahorra · Féculas de Navarra · Alcanadre · Arrubal · Agoncillo · Recajo · Logronyo · Cenicero · Haro · Miranda de Ebro · Vitoria Saragossa-Delicias · Casetas · Alagón · Cabañas de Ebro · Pedrola · Luceni · Gallur · Cortes de Navarra · Ribaforada · Tudela de Navarra · Castejón · Alfaro · Rincón de Soto · Calahorra · Féculas de Navarra · Alcanadre · Arrubal · Agoncillo · Recajo · Logroño · Cenicero · Haro · Miranda de Ebro · Pancorbo · Briviesca · Burgos · Villaquirán · Quintana del Puente · Magaz · Palencia · Venta de Baños · Valladolid - Campo Grande |
| R29   | Lleó - Ponferrada - Monforte de Lemos        | Lleó · Quintana-Raneros · Villadangos · Villavante · Veguellina · Barrientos · Nistal · Astorga · Otero de Escarpizo · Vega-Magaz · Porqueros · Brañuelas · La Granja · Torre del Bierzo · Bembibre · Villaverde de los Cestos · San Miguel de Dueñas · Ponferrada · Posada del Bierzo · Villadepalos · Toral de los Vados · La Barosa · Covas · Quereño · Pumares · Sobradelo · O Barco de Valdeorras · Vilamartín de Valdeorras · A Rúa-Petín · Montefurado · San Clodio-Quiroga · A Pobra do Brollón · Monforte de Lemos |
| R30   | Lleó - Gijón                                 | Lleó · Cuadros · La Robla · La Pola de Gordón · Santa Lucía · Ciñera · Villamanín · Busdongo · Linares-Congostinas · Puente de los Fierros · La Pola · Uxo · Mieres-Puente · Oviedo · Llugones · Lugo de Llanera · Calzada de Asturias · Gijón-Jovellanos · Gijón |
| R31   | Irun - Vitoria - Miranda de Ebro             | Irun · Lezo-Rentería · Pasajes · San Sebastián · Tolosa · Ordicia · Beasaín · Zumárraga · Legazpia · Cegama-Otzaurte · Alsasua · Olazti-Olazagutia · Ciordia · Eguino · Araya · Salvatierra · Alegría de Álava · Estíbaliz-Oreitia · Vitoria · Nanclares-Langraiz · La Puebla de Arganzón · Manzanos · Miranda de Ebro |
| R32   | Saragossa - Pamplona - Vitoria               | Saragossa-Delicias · Casetas · Alagón · Cabañas de Ebro · Pedrola · Luceni · Gallur · Cortes de Navarra · Ribaforada · Tudela de Navarra · Castejón · Villafranca de Navarra · Marcilla de Navarra · Olite · Tafalla · Cizurmayor · Pamplona · Huarte-Araquil · Etxarri-Aranatz · Alsasua · Araya · Salvatierra · Alegría de Álava · Vitoria |
| R41   | Saragossa - Osca - Canfranc                  | Saragossa-Delicias · Zaragoza P. · Villanueva del Gállego · Zuera · Tardienta · Osca · Plasencia del Monte · Ayerbe · Riglos Concilio · Riglos · Santa María y La Peña · Anzánigo · Caldearenas-Aquilué · Sabiñánigo · Jaca · Castiello Pueblo · Castiello · Villanúa · Canfranc |
| R42   | Saragossa - Casp - Barcelona                 | Saragossa-Delicias · Saragossa P. · Miraflores · El Burgo de Ebro · Fuentes de Ebro · Pina · Quinto · La Zaida-Sástago · Azaila · La Puebla de Híjar · Samper · Escatrón · Chiprana · Casp · Val de Pilas · Fabara · Nonaspe · Faió-La Pobla de Massaluca · Ribarroja de Ebro · Flix · Ascó · Móra la Nova · Marçá-Falset · Pradell · Duesaigües-L'Argentera · Riudecanyes-Botarell · Les Borges del Camp · Reus · Tarragona · Sant Vicenç de Calders · Barcelona-Sants · Barcelona-Passeig de Gràcia · -Estació de França / Barcelona-Clot · Barcelona-Sant Andreu Comtal- |
| R43   | Saragossa - Montzó-Riu Cinca - Lleida        | Saragossa-Delicias · Saragossa P. · Villanueva del Gállego · Zuera · Tardienta · Grañén · Marcén Polinino · Sariñena · Selgua · Montzó-Riu Cinca · Binefar · Lleida Pirineus |

Els números de les línies R no són sempre consecutius perquè algunes línies que existien s'han tancat i ha desaparegut tal numeració o bé els forats es deuen a canvi de denominacions de línies en crear els grups de línies de Llevant, Catalunya, Galícia i Andalusia.